# Сифоров, Владимир Иванович
Влади́мир Ива́нович Си́форов (18 (31) мая 1904, Москва — 3 октября 1993, Москва) — советский учёный в области радиотехники и электроники, член-корреспондент АН СССР (1953).

## Биография
Сифоров Владимир Иванович родился 31 мая 1904 года в Москве. Отец, мелкий торговец, после смерти жены бросил сына на произвол судьбы. После нескольких лет беспризорной жизни Владимир Иванович попал в детскую колонию, где и учился в школе. После В. И. Сифоров поступил в Московский механико-электротехнический институт им. М. В. Ломоносова. В 1924 году институт расформировали и В. И. Сифоров был переведён в Ленинградский электротехнический институт (ЛЭТИ).
Во время обучения в институте Владимир Иванович был вынужден искать работу: преподавал физику и математику в детском доме, руководил производственными мастерскими, занимался репетиторством, работал грузчиком в Ленинградском порту. В 1927 году устроился на работу по специальности радиотехником в лабораторию Ленинградского аппаратного завода им. Козицкого.

## Деятельность
В 1929 окончил Ленинградский электротехнический институт им. В. И. Ленина; в 1930—1941 г. и 1946—1952 г. преподавал там же (с 1938 — профессор). В 1928—1941 работал в институте радиовещательного приёма и акустики (до 1938 — Центральная радиолаборатория), в 1941—1953 г. преподавал в Ленинградской военно-воздушной инженерной академии. В 1953—1954 и 1955—1957 работал в НИИ радио; в 1954—1955 г. — заместитель министра радиотехнической промышленности СССР; в 1954—1966 г. — в институте радиотехники и электроники АН СССР. С 1966 года — директор Института проблем передачи информации АН СССР.
Основные труды посвящены: теоретическим вопросам устойчивости резонансных усилителей, детектирования сигналов и преобразования частоты, радиоприёма на СВЧ, импульсной радиосвязи и радионавигации; методам обнаружения радиолокационных сигналов и борьбы с радиопомехами; теории передачи информации. С 1954 г. — председатель Центрального правления Научно-технического общества радиотехники, электроники и связи им. А. С. Попова. Член-корреспондент АН СССР. Почётный член Венгерской АН (1973).
В. И. Сифоров активно участвовал в работе Комитета по Ленинским и Государственным премиям СССР, в работе Государственного комитета по науке и технике при Совете министров СССР. Кроме того, он был членом многих ученых советов, редколлегий издательств, ведущих научных и популярных журналов, в частности, с 1966 по 1989 годы — главным редактором журнала «Проблемы передачи информации».
С 1957 года преподавал на Радиотехническом факультете МЭИ.
В. И. Сифоров был крупнейшим специалистом в области радиоприёмной техники, вещания и теории связи.
Похоронен на Троекуровском кладбище.

## Награды
Награждён двумя орденами Ленина, орденом Отечественной войны 2 степени, двумя орденами Трудового Красного Знамени, орденом Красной Звезды, орденом «Знак Почёта», а также Золотой медалью имени А. С. Попова и др.

## Основные работы
- Резонансные усилители, Л., 1932
- Усилители высокой частоты, М.-Л., 1939
- Радиоприёмники сверхвысоких частот, 2 изд., М., 1957
- Радиоприёмные устройства, М., 1974 (совм. с др.)
- Полосовые усилители. Теория и расчет. М.-Л.: Глав. ред. энерг. лит-ры,1936. 208 с.
- Ультракоротковолновые радиоприемники импульсных сигналов. М. Связьиздат, 1946, 124 с.
- Сифоров В. И. Тангенс выживания. Размышления о моей судьбе. М.: МЭИ, 1991.

Памяти учителя
- Золотинкина Л. И., Шошков Е. Н. Имант Георгиевич Фрейман (1890—1929).// Научно-биографическая серия. Ответ. ред. В. И. Сифоров. Л.: Наука. — 1989. — 144 с.